# Een stap terug
Een stap terug is een nummer van de Nederlandse band Miss Montreal. Het nummer verscheen op hun album Hier uit 2020. Op 4 oktober 2019 werd het uitgebracht als de eerste single van het album.

## Achtergrond
Het nummer is geschreven door zangeres Sanne Hans met Gordon Groothedde en geproduceerd door Groothedde. Het is het eerste Nederlandstalige nummer van de band dat zonder medewerking van een andere artiest werd gemaakt; met Nielson brachten zij in 2013 al "Hoe" uit, en in 2015 verscheen het nummer "Ik zoek alleen mezelf" met medewerking van Paskal Jakobsen. Volgens Hans heeft haar band een grote rol gespeeld in de sound van het nummer: "Het was eerst meer een rocktrack, maar door mijn band is het nu een poprocktrack geworden. Ietsjes sneller ook en daar houden we ook van."
"Een stap terug" is een persoonlijk nummer voor Hans. Zij vertelde hierover: "Ik vond het mooi om gewoon eens eerlijk te vertellen hoe ik het weleens heb meegemaakt in de liefde. I'm a sucker for love." Hans dacht altijd dat het in de liefde aan de andere persoon lag, maar uiteindelijk ging ze aan zichzelf werken en schreef zij daar het nummer over.
"Een stap terug" werd een klein hitje in de Nederlandse Top 40, waarin het tot plaats 36 kwam. Tevens werd het bij NPO Radio 2 uitgeroepen tot TopSong. De single ging gepaard met de eerste videoclip van Miss Montreal in acht jaar tijd.
Tijdens The Passion Hemelvaart 2023 werd dit nummer ten gehore gebracht door Ferdi Stoofmeel (Petrus).

## Hitnoteringen

### Nederlandse Top 40
| Hitnotering: 02-11-2019 t/m 30-11-2019 | Hitnotering: 02-11-2019 t/m 30-11-2019 | Hitnotering: 02-11-2019 t/m 30-11-2019 | Hitnotering: 02-11-2019 t/m 30-11-2019 | Hitnotering: 02-11-2019 t/m 30-11-2019 | Hitnotering: 02-11-2019 t/m 30-11-2019 | Hitnotering: 02-11-2019 t/m 30-11-2019 |
| Week                                   | 1                                      | 2                                      | 3                                      | 4                                      | 5                                      |                                        |
| -------------------------------------- | -------------------------------------- | -------------------------------------- | -------------------------------------- | -------------------------------------- | -------------------------------------- | -------------------------------------- |
| Positie                                | 39                                     | 38                                     | 37                                     | 36                                     | 39                                     | uit                                    |

### NPO Radio 2 Top 2000
Een stap terug stond alleen in 2020 in de NPO Radio 2 Top 2000, op plek 1212.